# Vögeln

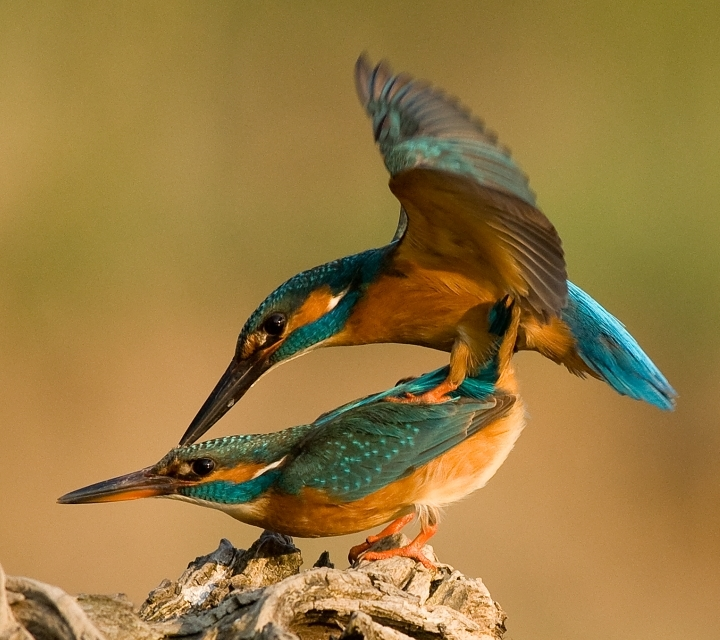
Ursprüngliche Wortbedeutung von „vögeln“: Eisvögel bei der Paarung

Das Wort vögeln ist eine umgangssprachliche, als salopp bis vulgär eingestufte Bezeichnung für Geschlechtsverkehr, ähnlich wie das vulgäre Verb „ficken“.

## Herkunft
Das Wort entstammt dem Mittelhochdeutschen und bezeichnete auch dort den Vorgang des Begattens, wobei er tatsächlich auf die Begattung bei Vögeln angewendet und erst später auf den Menschen übertragen wurde. Laut dem Duden. Deutsches Universalwörterbuch entstammt das Wort der mittelhochdeutschen Form vogelen/fogelen „begatten (vom Vogel); Vögel fangen“, die ihrerseits dem Althochdeutschen fogalōn „Vögel fangen“ entspringt. Im Deutschen Wörterbuch von Jacob und Wilhelm Grimm wurde „vögeln“ ebenfalls in der Bedeutung für „Vogel fangen“ wie auch für „begatten“ erst bei Vögeln (Hühnern) und später bei Menschen verwendet. Hier entwickelte es sich zu einer Anspielung auf eine phallische Bedeutung der Vögel, die sich beispielsweise in der Redensart „einen Vogel halten“ für „einen Penis halten“ ausdrückte. Auch bei Neidhart symbolisiert ein Vogel das männliche Glied: „ich waen er ir ze liebe hat in die selbe kliebe sinen roten vogel geschoben“.
Laut Friedrich Kluge ist das Wort seit dem 15. Jahrhundert in den frühneuhochdeutschen Formen vogelen und voglen bezeugt. Vermutlich gehört es zur gleichen Grundlage wie ficken – aus den (nicht belegbaren aber rekonstruierten) germanischen Wurzeln *fug- beziehungsweise *fukk- = „(immer wieder) stoßen“. Das Wort ist schon früh auf Vogel bezogen worden, so dass es in früher Zeit nur in Bezug auf Vögel, vor allem Hühner, belegt ist.
Heinrich I., seit 912 Herzog der Sachsen und von 919 bis 936 König im Ostfrankenreich, war beim Vogelfang, als man ihm die Königskrone antrug – daher ging er als „der Vogler“ bzw. „der Finkler“ in die Geschichte ein. Anfang des 10. Jahrhunderts hatte das Wort demzufolge noch keine sexuelle Konnotation.
Eine alternative Herkunft verweist auf das Verb fegeln oder vegeln, das als Iterativ des Wortes fegen Verwendung fand und neben der Verwendung für reinigen oder kehren auch reiben oder mit kurzen, raschen Bewegungen wischen bedeuten konnte. Die Weiterentwicklung zu vögeln wäre in dem Fall eine euphemistische und lautspielerische Angleichung.

## Verwendung im Volksmund und in der Literatur
Das Verb „vögeln“ wird im Volksmund häufig genutzt. So besagt etwa ein Sprichwort aus Wolfenbüttel:

„So genau vöggelt kein Edelmann, dat nich en Haar midde herin geit.“

Auch in der Literatur kommt er oft in mehr oder weniger deutlicher Verwendung vor. Ein bekannter Vertreter davon ist der spätmittelalterliche Dichter Oswald von Wolkenstein. Ein Textbeispiel, das nicht das Verb direkt verwendet, aber anschaulich den Zusammenhang zwischen Vogeljagd, phallischen Bedeutungen von Vogelausdrücken und Erotik verdeutlicht, lautet in neuhochdeutscher Nachdichtung des Tiroler Germanisten Hans Moser:

„Wenn nun beginnt der Vogelfang
und Köder, Falle stehn bereit,
dann hört man süßen Lockgesang
und viel Geschnauf in kurzer Zeit.
Die Schöne hat leicht singen:
sie stiehlt mir jede Fertigkeit
der Vogelkunst ab wie im Spiel
ihr Klemmholz treibt's sogar so weit,
dass es den Gimpel zu oft will,
die Hütte kommt zum Klingen
von diesen Dingen.“

Johann Wolfgang von Goethe benutzte den Begriff vielfach, etwa in Hanswursts Hochzeit:

„und hinten drein komm ich bey nacht

und vögle sie, das alles kracht.“

Gottfried August Bürger schrieb in einem Billett an Georg Christoph Lichtenberg folgenden Vers:

„Wenn, außerm Ideal der höchsten Wollustregeln,

Du keine vögeln kannst, so kannst du keine vögeln.“

Auch in der Musik wird der Begriff bildlich verwendet, etwa in Zusatzstrophen des Liedes Die Vogelhochzeit oder in der Zauberflöte.

## Belege
1. ↑  vögeln. duden.de, abgerufen am 6. Dezember 2015.
2. ↑  Rudolf J. Slaby, Rudolf Grossmann: Wörterbuch der spanischen und deutschen Sprache. Band 1: Spanisch–Deutsch. Verlag Oscar Brandstetter, Wiesbaden 1975/1989, (2012 ISBN 978-3-87097-245-5), S. 669; zitiert nach Rufus Gouws (Hrsg.): Wörterbücher / Dictionaries / Dictionnaires. Ein internationales Handbuch zur Lexikographie 3. Teilband, e-book, Verlag Walter de Gruyter, S. 2799 (books.google.at).
3. 1 2 3 4  Vögeln. In: Pschyrembel Wörterbuch Sexualität. Walter de Gruyter, Berlin 2006, ISBN 3-11-016965-7, S. 577–578.
4. ↑  Duden, Deutsches Universalwörterbuch. 6., überarbeitete und erweiterte Auflage, Dudenverlag, Mannheim [u. a.] 2006, ISBN 3-411-05506-5, S. 1853 (zitiert nach Wiktionary).
5. 1 2  vogeln, vögeln. – Abschnitt: 4). In: Jacob Grimm, Wilhelm Grimm (Hrsg.): Deutsches Wörterbuch. Band 26: Vesche–Vulkanisch – (XII, 2. Abteilung). S. Hirzel, Leipzig 1951, Sp. 432–433 (woerterbuchnetz.de).
6. ↑  Carl von Kraus: Des Minnesangs Frühling. 30. Auflage. Leipzig 1950, S. 51.
7. ↑  Karl Otto Sauerbeck: ‚Herr Heinrich saß am Vogelherd‘. Beobachtungen zur mittelalterlichen Vogeljagd und deren Symbolik. In: Fachprosaforschung – Grenzüberschreitungen. Band 10. 2014, S. 57–79, hier: S. 77.
8. ↑  Friedrich Kluge: Etymologisches Wörterbuch der deutschen Sprache. 24. Auflage (bearbeitet von Elmar Seebold), Walter de Gruyter GmbH & Co. KG Berlin 2002, ISBN 3-11-017473-1, S. 962.
9. ↑  vogeln. In: Digitalen Wörterbuch der deutschen Sprache auf dwds.de; abgerufen am 6. September 2017.
10. ↑  vögeln. In: Karl Friedrich Wilhelm Wander (Hrsg.): Deutsches Sprichwörter-Lexikon. Band 4. Leipzig 1876, Sp. 1672.
11. ↑  Hans Moser: Wie eine Feder leicht. Oswald von Wolkenstein – Lieder und Nachdichtungen. Innsbruck 2012, S. 77 f.
zitiert nach: Wolfgang Mayr, Robert Sedlaczek: Die Kulturgeschichte des Tarockspiels. Geschichten üer Tarock und seine berühmten Spieler. Edition Atelier, Wien 2015.
12. ↑  Billett an Lichtenberg (PDF; 33 kB).